# Alexander Herd
Alexander "Sandy" Herd, né le 24 avril 1868 et mort le 18 février 1944 à Londres, est un golfeur écossais.
Herd était au club professionnel de Huddersfield Golf Club entre 1892 et 1911. En 1902, il remporte son unique Open britannique à Hoylake. Au cours de sa carrière, il a disputé pendant cinquante années ce tournoi, sa dernière apparition à ce dernier a été en 1939 à St Andrews à l'âge de 71 ans.
Son frère Fred Herd a remporté l'US Open de golf en 1898.

## Palmarès
- Vainqueur de l'Open britannique : 1902.